# No Limit (1931)
No Limit is een Amerikaanse filmkomedie uit 1931, geregisseerd door Frank Tuttle. De film gaat over theaterouvreuse Bunny O'Day (gespeeld door Clara Bow) die onbedoeld gastvrouw wordt in een besloten gokkamer. Hier krijgt ze een verhouding met een gokker.

## Rolverdeling
| Acteur              | Personage           |
| ------------------- | ------------------- |
| Clara Bow           | Helen 'Bunny' O'Day |
| Norman Foster       | Douglas Thayer      |
| Stuart Erwin        | Ole Olson           |
| Dixie Lee           | Dotty 'Dodo' Potter |
| Harry Green         | Maxie Mindil        |
| Thelma Todd         | Betty Royce         |
| Kenne Duncan        | Curly Andrews       |
| Mischa Auer         | Romeo               |
| Maurice Black       | Happy               |
| G. Pat Collins      | Charlie             |
| William B. Davidson | Wilkie              |
| Paul Nicholson      | Chief Armstrong     |
| Frank Hagney        | Battling Hannon     |